# Guillermo Stábile
Guillermo Stábile (Buenos Aires, 1905. január 17. – Buenos Aires, 1966. december 26.) argentin válogatott labdarúgó, az 1930-as világbajnokság gólkirálya.
Edzőként az argentin válogatottal 6 alkalommal nyerte meg a Dél-amerikai bajnokságot, míg a Racing Clubbal háromszoros argentin bajnok.

## Pályafutása

### Klubcsapatban
Stábile Buenos Aires, Parque Patricios nevezetű kerületében született és a helyi csapatban a Sportivo Metánban kezdett el futballozni. 1920-ban a Huracán utánpótláscsapatához került, ahol 1924-ben bemutatkozhatott a felnőtt együttesben is. A Huracán ekkor az első osztályban, amatőr státuszban szerepelt. Kezdetben jobbszélsőként kapott bizalmat, azonban a későbbiekben egyre inkább középcsatárként szerepelt csapatában. A Huracánnal több versenysorozatot sikerült nyernie, köztük az 1925-ös és 1928-as bajnokságot.  1924 és 1930 között összesen 119 mérkőzésen lépett pályára és 102 alkalommal volt eredményes.
A világbajnokságon nyújtott jó teljesítménye után nem meglepő mód Olaszországba a Genoaba igazolt, ahol mindjárt a bemutatkozó mérkőzésén mesterhármast ért el a rivális Bologna ellen, ezáltal a szurkolók hamar megkedvelték. A Genoa-nál öt szezont töltött, ezalatt 41 mérkőzésen kapott lehetőséget és 16 gólt szerzett.
Az 1935–1936-os szezon közben a Napoli csapatához igazolt. Ebben az időszakban játszott a klubban egy másik dél-amerikai legenda Attila Sallustro. A Napoli 8. helyen végzett a bajnokság végén, Stábile pedig 20 mérkőzésen háromszor volt eredményes.
Utolsó klubcsapata a francia Red Star Paris volt, melyet az a Jules Rimet alapított, akinek ötlete alapján került megrendezésre a világbajnokság. 1939-ig szolgálta a klubot és legnagyobb eredményének számít, hogy a másodosztályból feljutottak az élvonalba.

### A válogatottban
Az argentin válogatottban 25 évesen mutatkozott be az 1930-as labdarúgó-világbajnokságon. A Franciaország elleni első találkozón még nem kapott szerepet, azonban a második világbajnoki mérkőzésükre, melyen Mexikó volt az ellenfél, az első számú csatár Roberto Cherro nem tudta vállalni a játékot, így kaphatott lehetőséget a bizonyításra. Mindez nagyon jól sikerült számára, mivel a végeredmény 6–3 lett az argentinok javára és Stábile mesterhármast ért el. Hosszú időn keresztül hivatalosan ez volt a vb-k történetének első mesterhármasa, míg nem 76 évvel később 2006. november 10-én a FIFA bejelentette, hogy az amerikai Bert Patenaude két nappal korábban rúgott három gólt Paraguaynak és így az ő nevéhez fűződik ez a cím.
A csoportkör utolsó mérkőzésén Chile ellen 3–1 arányban győztek, melyen Stábile kétszer volt eredményes. Mindez azt jelentette, hogy Argentína bejutott az elődöntőbe, ahol az Egyesült Államok csapatával találkoztak. A 6-1-es argentin győzelmet hozó mérkőzésen további két góllal növelte góljainak a számát, csapata pedig bejutott a világbajnokság döntőjébe.
A világbajnokságok történetének első döntőjében az ősi rivális és egyben házigazda Uruguay ellen a szünetben még 2–1-re vezettek az argentinok, de a végén 4–2-re kikaptak és elveszítették a döntőt. Stábile szerezte csapata második gólját.
Annak ellenére, hogy elveszítették a finálét, Stábile 4 mérkőzés alatt történelmet írt, mivel ő lett a világbajnokságok történetének első gólkirálya 8 találattal. A nemzeti csapatban soha többé nem szerepelt, így elmondhatta magáról azt a tényt, hogy ahány mérkőzésen pályára lépett azokon rendre betalált.

### Edzőként
Edzőként először a Genoanál dolgozott az 1931–1932-es idényben , ahol Luigi Burlando segédedzője volt.
A Red Star Paris csapatánál eltöltött első év után játékosedzőként segítette a klubot. A francia csapatot elhagyva az argentin válogatott szövetségi kapitánya lett 1939-ben. A nemzeti együttes az ő irányítása alatt 6 alkalommal nyerte meg a Dél-amerikai bajnokságot (1941, 1945, 1946, 1947, 1955, 1957). Az 1958-as labdarúgó-világbajnokságon Argentína 6–1 arányban kikapott az utolsó csoportmérkőzésén Csehszlovákiától és nem jutott tovább. Utoljára 1960-ban a pánamerikai játékokon vezette a válogatottat. Összesen 123 mérkőzésen keresztül volt a címeres csapat szövetségi kapitánya, melyből 83-at megnyertek. Egyike azon kevés edzőknek, akiknek sikerült elérniük a 100 válogatottságot.
Miközben a válogatottat irányította, különböző argentin klubcsapatoknál is munkát vállalt. Először a Huracán edzője volt, majd az Estudiantes de La Plata és a Racing Club következett, mellyel 1949 és 1951 között 3 bajnoki címet szerzett.
1960-ban visszavonult az edzősködéstől is és az argentin nemzeti futball iskola irányítását vállalta el, melyet egészen 1966-ban bekövetkezett haláláig vezetett.

### Góljai a válogatottban
| #  | Dátum            | Forduló    | Helyszín                                    | Ellenfél         | Eredmény | Végeredmény | Kiírás     | Jegyzőkönyv                                                   |
| -- | ---------------- | ---------- | ------------------------------------------- | ---------------- | -------- | ----------- | ---------- | ------------------------------------------------------------- |
| 1. | 1930. július 19. | 1. csoport | Estadio Parque Central, Montevideo, Uruguay | Mexikó           | 1–0      | 6–3         | 1930-as vb | Archiválva 2014. január 2-i dátummal a Wayback Machine-ben    |
| 2. | 1930. július 19. | 1. csoport | Estadio Parque Central, Montevideo, Uruguay | Mexikó           | 3–1      | 6–3         | 1930-as vb |                                                               |
| 3. | 1930. július 19. | 1. csoport | Estadio Parque Central, Montevideo, Uruguay | Mexikó           | 6–3      | 6–3         | 1930-as vb |                                                               |
| 4. | 1930. július 22. | 1. csoport | Estadio Centenario, Montevideo, Uruguay     | Chile            | 1–0      | 3–1         | 1930-as vb | Archiválva 2014. január 3-i dátummal a Wayback Machine-ben    |
| 5. | 1930. július 22. | 1. csoport | Estadio Centenario, Montevideo, Uruguay     | Chile            | 2–1      | 3–1         | 1930-as vb |                                                               |
| 6. | 1930. július 26. | Elődöntő   | Estadio Centenario, Montevideo, Uruguay     | Egyesült Államok | 3–0      | 6–1         | 1930-as vb | Archiválva 2013. november 25-i dátummal a Wayback Machine-ben |
| 7. | 1930. július 26. | Elődöntő   | Estadio Centenario, Montevideo, Uruguay     | Egyesült Államok | 6–0      | 6–1         | 1930-as vb |                                                               |
| 8. | 1930. július 30. | Döntő      | Estadio Centenario, Montevideo, Uruguay     | Uruguay          | 2–1      | 2–4         | 1930-as vb | Archiválva 2013. november 1-i dátummal a Wayback Machine-ben  |

## Sikerei, díjai

### A válogatottban
Argentína
- Világbajnokság:

2. hely: 1930

### Klub
Huracán
- Argentin bajnokság: 2

1925, 1928
- Copa Ibarguren: 1

1925

### Edzőként
Argentína
- Dél-amerikai bajnokság: 6

1941, 1945, 1946, 1947, 1955, 1957
- Pánamerikai-bajnokság: 1

1960
Racing Club
- Argentin bajnokság: 3

1949, 1950, 1951

### Egyéni
Az 1930-as labdarúgó-világbajnokság gólkirálya